# Laetiporus sulphureus
Laetiporus sulphureus é uma espécie de fungo de suporte (fungos que crescem em árvores) encontrado na Europa e na América do Norte. Seus nomes comuns são caranguejo-da-floresta, pólipo de enxofre, plataforma de enxofre e galinha-da-floresta. Seus corpos frutíferos crescem como impressionantes estruturas amarelo-douradas em forma de prateleira nos troncos e galhos das árvores. Corpos de frutas velhos desbotam para bege pálido ou cinza pálido. A superfície inferior do corpo da fruta é composta por poros tubulares, em vez de guelras.
Laetiporus sulphureus é um saprófito e ocasionalmente um parasita fraco, causando podridão cúbica marrom no cerne das árvores nas quais cresce. Ao contrário de muitos fungos de suporte, é comestível quando jovem, embora tenham sido relatadas reações adversas.

## Taxonomia e filogenética
Laetiporus sulphureus foi descrito pela primeira vez como Boletus sulphureus pelo micologista francês Pierre Bulliard em 1789. Ele teve muitos sinônimos e finalmente recebeu seu nome atual em 1920 pelo micologista americano William Murrill. Laetiporus significa "com poros brilhantes" e sulphureus significa a cor do enxofre.
Investigações na América do Norte mostraram que existem várias espécies semelhantes dentro do que foi considerado L. sulphureus, e que o verdadeiro L. sulphureus pode estar restrito a regiões a leste das Montanhas Rochosas. As análises filogenéticas de sequências de ITS, subunidades nucleares grandes e subunidades pequenas mitocondriais de rDNA de coleções norte-americanas delinearam cinco clados distintos no clado central de Laetiporus:
- Clade Conifericola: contém espécies que vivem em coníferas, como L. conifericola e L. huroniensis. Todas as outras espécies testadas crescem em angiospermas.
- Clado de Cincinnatus: contém L. cincinnatus
- Sulphureus clade I: contém isolados de L. sulfureus de poros brancos.
- Sulphureus clade II: contém isolados de L. sulfureus de poros amarelos.
- Clade Gilbertsonii: contém L. gilbertsonii e isolados do Caribe não identificados.

## Descrição
O corpo de frutificação emerge diretamente do tronco de uma árvore e é inicialmente em forma de botão, mas logo se expande para prateleiras em forma de leque, geralmente crescendo em camadas sobrepostas. É amarelo-enxofre a laranja brilhante e tem uma textura semelhante à sued. Os velhos corpos de frutas desbotam ou ficam esbranquiçados. Cada prateleira pode estar entre 5 a 60 centímetros (2,0 a 24 pol) transversalmente e até 4 centímetros (1,6 pol) grosso. A superfície fértil é amarela-enxofre com pequenos poros ou tubos e produz uma impressão branca de esporos. Quando fresca, a carne é suculenta com um forte aroma de fungos e exala um suco transparente amarelado, mas logo se torna seca e quebradiça. 

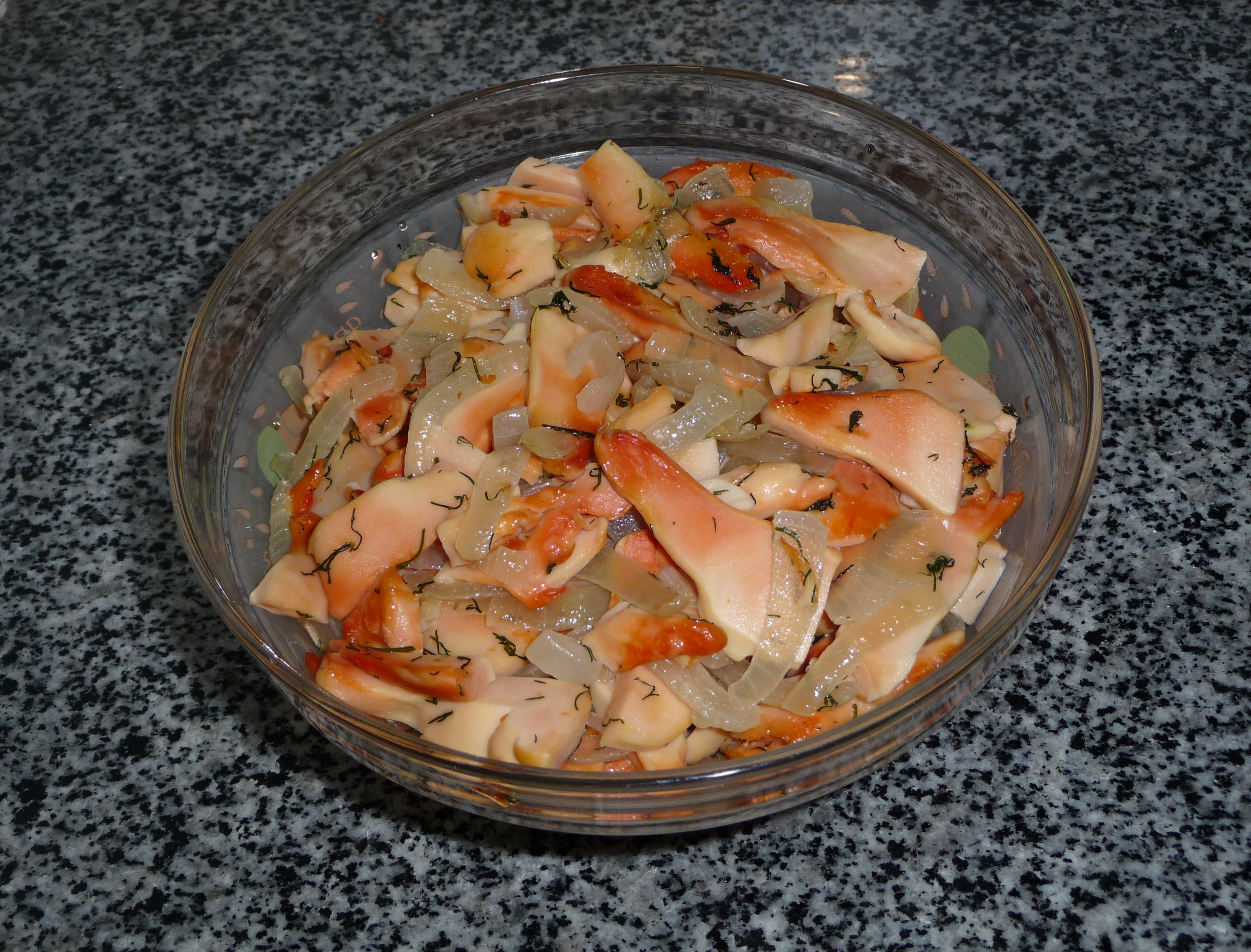
Prato preparado de Laetiporus sulphureus

## Distribuição e habitat

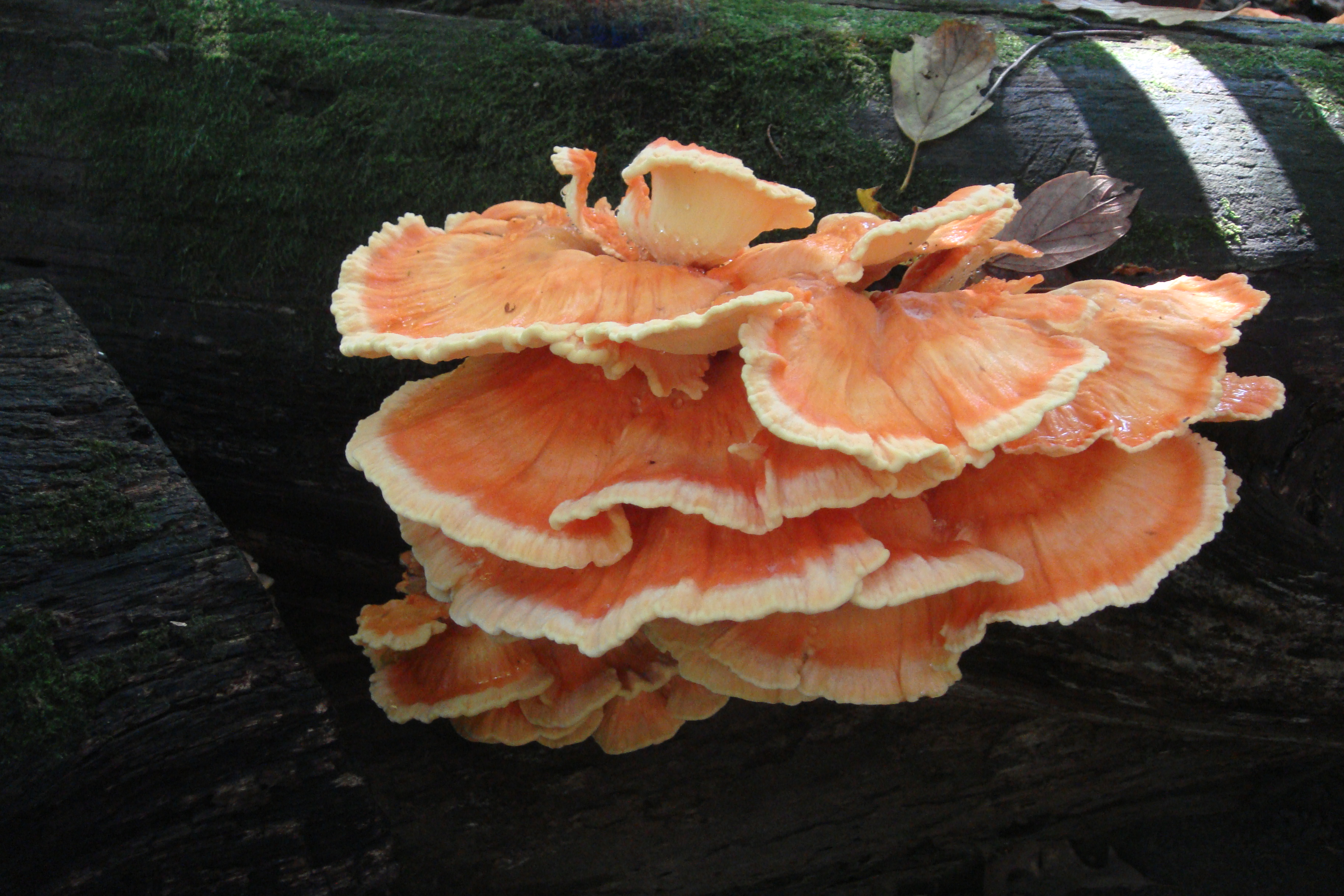
Frango das madeiras (Laetiporus sulphureus) no Prospect Park, Brooklyn, Nova Iorque, em 5 de outubro de 2012.

O Laetiporus sulphureus é amplamente distribuído na Europa e América do Norte, embora seu alcance possa ser restrito a áreas a leste das Montanhas Rochosas. Cresce em madeiras mortas ou maduras e foi relatada em uma variedade muito ampla de árvores hospedeiras, como Quercus, Prunus, Pyrus, Populus, Salix, Robinia e Fagus, ocasionalmente também de coníferas, de agosto a outubro ou depois, às vezes já em junho. Na região do Mediterrâneo, essa espécie é geralmente encontrada em Ceratonia e Eucalyptus. Geralmente, pode ser encontrado crescendo em grupos.

### Parasitismo
O fungo causa podridão cúbica marrom do cerne nas raízes, na base das árvores e no caule. Após a infecção, a madeira fica inicialmente amarelada a vermelha, mas posteriormente se torna marrom-avermelhada e quebradiça. Nos estágios finais da deterioração, a madeira pode ser esfregada como pó entre os dedos.

### Recorde mundial Guinness
Um espécime pesando 100 libras (45 kg) foi encontrado em New Forest, Hampshire, Reino Unido, em 15 de outubro de 1990.

## Palatabilidade
Devido ao seu sabor, Laetiporus sulphureus tem sido chamado de poliporo de galinha e galinha da floresta (não deve ser confundido com Grifola frondosa, a chamada galinha da floresta).
Muitas pessoas pensam que o cogumelo tem gosto de caranguejo ou lagosta, levando ao apelido de lagosta-da-floresta. Os autores do Mushrooms in Color disseram que o cogumelo tem um bom sabor refogado na manteiga ou preparado em molho de creme servido com torradas ou arroz. É altamente considerado na Alemanha e na América do Norte.
Espécimes jovens são comestíveis se exalam grandes quantidades de um líquido aquoso claro a amarelo pálido. O cogumelo não deve ser comido cru. Certas espécies de veados consomem esse tipo de cogumelo.
Algumas pessoas experimentaram distúrbios gastrointestinais após comerem esse cogumelo,  e ele não deve ser consumido cru.
Podem ocorrer reações adversas graves, incluindo vômitos e febre, em cerca de 10% da população, mas agora isso é pensado como resultado de confusão com espécies morfologicamente semelhantes, como Laetiporus huroniensis, que cresce em cicutas, e L. gilbertsonii, que cresce no eucalipto.

## Medicinal
O fungo produz a lectina de Laetiporus sulphureus (LSL), que exibe atividades hemolíticas e de hemaglutinação. As lectinas hemolíticas são proteínas de ligação ao açúcar que lisos e aglutinam as células. Essas atividades bioquímicas são promovidas quando ligadas aos carboidratos.

## Cultivo
Comparado com espécies como Agaricus bisporus (cogumelo marrom suíço) e cogumelo ostra, o cultivo comercial de Laetiporus é inexistente, exceto para o cultivo de toras ao ar livre.